# Kynceľová
Kynceľová (in tedesco Künzelsdorf, in ungherese Göncölfalva) è un comune della Slovacchia facente parte del distretto di Banská Bystrica, nella regione omonima.

## Storia
Fondato nel XIII secolo da coloni sassoni (Kunczldorf), appartenne alla città di Banská Bystrica. Dal 1496 al 1526 passò ai potenti feudatari Thurzó, per poi tornare a Banská Bystrica.